# František Cipro
František Cipro (Jihlava, 1947. április 13. – 2023. február 7.) cseh labdarúgó, hátvéd, edző. 1997-ben az év labdarúgóedzőjének választották Csehországban.

## Pályafutása

### Játékosként
1953-ban a Dynamo České Budějovice korosztályos csapatában kezdte a labdarúgást. 1966 és 1968 között a VTJ Tábor, 1968 és 1970 között a VCHZ Pardubice, 1970–71-ben a TJ Gottwaldov labdarúgója volt.
1971 és 1980 között a Slavia Praha csapatában játszott, ahol 1974-ben csehszlovákkupa-győztes lett. A Slavia színeiben 232 élvonalbeli bajnoki mérkőzésen szerepelt és 41 gólt szerzett. 1980 és 1982 között a TJ Jilové, 1984 és 1988 között az osztrák SV Gmünd játékos-edzője volt.

### Edzőként
A TJ Jilové, majd az osztrák SV Gmünd játékos-edzőjeként kezdte edzői pályafutását. 1988-ban a másodosztályú Zbrojovka Brno vezetőedzője lett. Az 1988–89-es idényben bajnokságot nyert a csapattal, így hosszú évek után visszajutottak az élvonalba. 1990 és 1992 között a ciprusi AÉ Lemeszú szakmai munkáját irányította. 1992 és 1994 között a Chmel Blšany, 1995 és 1997 között a Slavia Praha vezetőedzőjeként dolgozott. A Slaviával az 1995–96-os idényben cseh bajnokságot nyert és ugyanebben a szezonban elődöntős volt az UEFA-kupában. 1997-ben csehkupa-győztes lett az együttessel és ebben az évben megválasztották az év labdarúgóedzőjének Csehországban.
1997 és 1999 között az osztrák Tirol Innsbruck, 1999–00-ben a Slavia, 2001-ben az osztrák LASK Linz, 2001–02-ben az FK Teplice, 2003–04-ben a Viktoria Plzeň vezetőedzőjeként tevékenykedett.
2005 és 2007 között a Dynamo České Budějovice szakmai munkáját irányította. A 2005–06-os idényben a feljutást jelentő második helyen végzett a csapattal a másodosztályban. 2010. március 30-án a Slavia Praha Karel Jarolím helyére nevezte ki vezetőedzőnek. Azonban 2010. május 15-én, a szezon utolsó bajnoki mérkőzését követően bejelentette, hogy lemond posztjáról és a jövőben játékosmegfigyelőként dolgozik a klubnak. 2011 szeptemberében tért vissza a České Budějovice csapatához. 2012 szeptemberéig dolgozott a klubnál. A csapat a bajnokság utolsó helyén állt ezért menesztették. 2015-ben egy rövid időre ismét a České Budějovice vezetőedzője volt.

## Halála
2023. február 7-én 75 éves korában vastagbélrák következtében hunyt el.

## Sikerei, díjai

### Játékosként
Slavia Praha
- Csehszlovák kupa
  - győztes: 1974
- Rappan-kupa
  - csoportgyőztes: 1972, 1977, 1978

### Edzőként
- az év labdarúgóedzője Csehországban (1997)

 Slavia Praha
- Cseh bajnokság
  - bajnok: 1995–96
- Cseh kupa
  - győztes: 1997
- UEFA-kupa
  - elődöntős: 1995–96

## Fordítás
- Ez a szócikk részben vagy egészben  a   František Cipro című angol Wikipédia-szócikk ezen változatának fordításán alapul.  Az eredeti cikk szerkesztőit annak laptörténete sorolja fel. Ez a jelzés csupán a megfogalmazás eredetét és a szerzői jogokat jelzi, nem szolgál a cikkben szereplő információk forrásmegjelöléseként.
- Ez a szócikk részben vagy egészben  a   František Cipro című cseh Wikipédia-szócikk ezen változatának fordításán alapul.  Az eredeti cikk szerkesztőit annak laptörténete sorolja fel. Ez a jelzés csupán a megfogalmazás eredetét és a szerzői jogokat jelzi, nem szolgál a cikkben szereplő információk forrásmegjelöléseként.